# 금일초등학교 충도분교
금일초등학교 충도분교는 대한민국 전라남도 완도군 금일읍 금일충도길 34(충동리)에 있었던 초등학교 분교이다.

## 연혁
- 1947년 10월 15일 금일국민학교 충도분교 설립 인가
- 1947년 10월 28일 충도분교장 개교
- 일자미상 충도국민학교 승격 인가
- 일자미상 충도국민학교 승격 분리
- 일자미상 충도국민학교 신도분교 설립 인가
- 1955년 7월 6일 신도분교장 개교
- 1967년 4월 1일 충도국민학교(신도분교 포함) 도서벽지학교 '을'급 지정
- 1986년 1월 1일 충도국민학교(신도분교 포함) 도서벽지학교 '나'급 조정
- 1992년 9월 1일 금일국민학교 분교장 격하 편입, 신도분교장 이관
- 1996년 3월 1일 금일초등학교 충도분교 개편
- 1998년 3월 30일 폐교 및 금일초등학교 통폐합